# Vaisaluokta kyrkkåta
Vaisaluokta kyrkkåta är en kyrkobyggnad som ligger i Vaisaluokta i Sirges sameby och tillhör Jokkmokks församling.

## Kyrkobyggnaden
Den gamla kyrkkåtan uppfördes av bland andra Paulus Utsi och invigdes 1947. Den har sin gestaltningsmässiga inspriration i en vanlig bostadskåta och uppförd i traditionell nordsamisk stil. Den har en självbärande stolpkonstruktion med åtta kanter. Kyrkan är byggnadsminne sedan 2004. Den nya kyrkkåtan uppfördes sommaren 1984 och ligger tillsammans med den gamla kyrkkåtan, klockstapel och kyrkbodar. 

## Inventarier
En dopfunt och en ljuskrona är tillverkade av Nils Tomas Partapuoli. 